# San Luis del Carmen
San Luis del Carmen è un comune del dipartimento di Chalatenango, in El Salvador.